# Jaime Bauzá
Jaime Francisco Bauzá Bauzá (Chile, 18 de abril de 1943-Santiago de Chile, 1 de junio de 2018) fue un ingeniero civil y empresario chileno, gerente general de la Empresa Nacional de Electricidad (Endesa) de su país.

## Biografía
Cursó sus estudios secundarios en el Colegio San Ignacio de Santiago y, posteriormente, ingresó a la Pontificia Universidad Católica de Chile, entidad en la que alcanzó el título de ingeniero civil en 1966.
Su primera actividad profesional la desarrolló en la Compañía Chilena de Electricidad (Chilectra), firma en la que permaneció hasta 1976. Ya en los años '80 pasó a la Compañía Chilena de Generación Eléctrica (Chilgener), unidad escindida de la anterior en la que llegó a ser gerente general y de cuya privatización, por parte de la dictadura de Augusto Pinochet, fue un activo partícipe.
Entre 1987 y 1989 fue presidente del directorio de Chilgener, y entre 1990 y 1999 se desempeñó como gerente general de Endesa Chile. En este puesto le tocó encarar la crisis de suministro eléctrico del Sistema Interconectado Central (SIC) gatillada por una prolongada sequía.
A mediados del año 2001 asumió como presidente de Laboratorios Andrómaco. Dejó el puesto en 2014, tras su venta a la alemana Grünenthal.
Contrajo matrimonio con Vivian Ramsay, con quien tuvo cuatro hijos.